# Агаякан (село)
Агаякан (якут. Агайакаан) — нежилое опустевшее село в Оймяконском улусе Республики Саха (Якутия) России. Входит в состав Борогонского 2-го наслега.

## География
Село находится в восточной части Якутии, при слиянии рек Сунтар и Агаякан, образующих реку Кюенте (приток Индигирки).
Климат
Климат характеризуется как резко континентальный, с продолжительной и чрезвычайно холодной зимой. Средняя температура воздуха самого тёплого месяца (июля) составляет 8 — 19 °C; самого холодного (января) — −41 — −51 °C. Среднегодовое количество атмосферных осадков составляет 150—200 мм.

## История
Согласно Закону Республики Саха (Якутия) от 30 ноября 2004 года N 173-З N 353-III село вошло в образованное муниципальное образование Борогонский 2-й наслег.

## Население
| 2002 | 2010 | 2021 |
| ---- | ---- | ---- |
| 0    | →0   | →0   |

## Транспорт
Старый Колымский тракт («Оймякон»).